# Martin Stejskal
Martin Stejskal, né le 19 février 1944 à Prague, en Tchécoslovaquie, est un peintre surréaliste tchèque, essayiste, hermétique.

## Biographie
Martin Stejskal (prononcer: stei-skal) vit à Prague. Il est le membre de Groupe surréaliste tchèque et slovaque de 1968. La rencontre de Karel Šebek et de ses amis surréalistes de jeune génération amène Martin, dans la seconde moitié des années 1960, à participer aux activités du groupe pragois, où il s'affirmera par la suite non seulement comme peintre, mais aussi comme un des membres les plus actifs. Inventeur de plusieurs méthodes originales (contourage, leptomanie), il contribuera aussi largement, à la fois comme créateur et comme théoricien, aux diverses expériences collectives qui constituent l'essentiel des activités du Groupe des surréalistes de Tchécoslovaquie,,,.
Dans ses dessins et ses peintures, un sens authentique du secret, nourri notamment par son intérêt pour l'ésotérisme, se joint naturellement à un examen analytique des mécanismes de l'inspiration et à un commentaire sarcastique de l'actualité ,,,,,.

## Œuvres (en français)
- 1971 : Pas à pas, Face arrière des nouveaux tableaux, B.L.S, réédition Savelli 1978, no. 4. p. 32. Paris
- 1974 : Maisons, 14 lithos accompagnées de poèmes de Vincent Bounoure, Collection du B.L.S., Paris
- 1976 : La civilisation surréaliste, collection de textes choisis présenté par Vincent Bounoure, La rélation cérémonielle, Payot, Paris, p.  307.  (ISBN 2-228-54050-1)
- 1977 : Sans cesse en rond, voix off, cycle de métamorphoses, avec le text de Jean-Louis Bédouin, revue Surréalisme, ed. Savelli, Paris, p. 24-28.
- 1989 : Prague, Secrets et métamorphoses, article La Prague des alchimistes, p. 129-137, ed. Autrement, Paris
- 1997 : Secrets de la Prague magique, ed. Dauphin, Prague,  (ISBN 80-86019-37-3)
- 2003 : Praga hermetica (La guide ésotérique à travers Route royale), ed. Eminent, Prague,  (ISBN 80-7281-140-1)
- 2004 : Porte arrière à l'infini, monographie de M. S., Prague,  (ISBN 80-85025-36-1)
- 2014 : Prague insolite et secrète, (photo: Jana Stejskalová), ed. Jonglez, Paris. 2. ed. 2018.  (ISBN 978-2-36195-019-4)
- 2018 : Tarot Alchymicus T. Abbae, jeu de cartes, lat. et angl., ed. Vodnář.

## Expositions (en France)
Individuelles:
- 1972 Peintures & Dessins, gal. L'Envers du Miroir, Paris

Collectives:
- 1975 Armes & Bagages, gal Verrière, Lyon
- 1978 Collage surréaliste en 1978, gal. Triskèle, Paris
- 1990 ANALOGON 1969-1990, gal. Neuf, Paris
- 2000 Éveil paradoxal, La maison des arts, Biennale de Conches
- 2023 A flanc d'abime, Surréalisme & alchimie, Maison A. Breton, St. Cirq la Popie
- 2024 Le Château Étoilé et la Parole Perdue & Surréalisme & Franc-maçonnerie, Musée de la Franc-maçonnerie, Paris